# Szadrinsk
Szadrinsk (ros. Шaдринск) – miasto w Rosji, w obwodzie kurgańskim. Jedno z największych miast obwodu.

## Demografia
W 2010 roku liczyło 77 756 mieszkańców. W 2021 roku liczyło 74 400 mieszkańców.